# De nies van de neus
De nies van de neus is het 52ste album in de stripreeks F.C. De Kampioenen naar de gelijknamige televisieserie. De strip werd getekend door Hec Leemans met medewerking van Tom Bouden. De strip is uitgegeven door Standaard Uitgeverij.

## Verhaal
De bijnaam van Pol is 'de neus', vanwege de grootte ervan. Pol moet de laatste tijd echter zeer hard niezen. Op een dag op training wordt hij ontvoerd door leden van een sekte. Voor de Kampioenen is het gokken naar het waarom van de ontvoering. Het blijkt te zijn omdat de sekteleden in hem een ver familielid van Cleopatra zien, dit door zijn neus. Kan Pol zien te ontsnappen uit deze rare situatie?

## Personages
- Pol De Tremmerie
- Doortje Van Hoeck
- Sekteleden (verschillende personages)
- Marc Vertongen
- Bieke Crucke
- Balthasar Boma
- Pascale De Backer
- Maurice de Praetere
- Fernand Costermans
- Xavier Waterslaeghers
- Carmen Waterslaeghers
- Inspecteur Porei
- Billie Coppens
- Paulien Vertongen

Zal 't gaan, ja? · Mijn gedacht! · Buziness is buziness · Vliegende dagschotels · 't Is niet waar, hé? · De dubbele dino's · Kampioen zijn is plezant! · Kampioenen op verplaatsing · Tournee Zénérale · De ontsnapping van Sinterklaas · Xavier in de puree · Het sehks-schandaal · De kampioenen maken een film · Oma Boma · De huilende hooligan · Bij Sjoeke en Sjoeke · Het geval Pascale · De simpele duif · Supermarkske · Supermarkske slaat terug · Kampioenen aan zee · Boma in de coma · De dader heeft het gedaan · De wereldkampioenen · Sergeant Carmen · Het spiedende oog · Vertongen en zoon · Man, man, man! · Stem voor mij! · Gebakken lucht · Kampioenen op wielen · De zeep-serie · Kampioenen in Afrika · Supermarkske op de bres · Agent Vertongen · De trouwpartij · Kampioenen op latten · Buffalo Boma · De vliegende reporter · De groene zwaan · Xavier gaat vreemd · De lastige kampioentjes · Boma in de wellness · De antieke antiquair · Alle hens aan dek  · Supermarkske op het slechte pad  · De schat van de Macboma's · De Jobhopper · De Kampioenen in het circus · 50 Kaarsjes... · Baby Vertongen · De nies van de neus · Don Padre Padrone · De rally van tante Eulalie · Paulientje op de dool · Miss Moeial · Carmen in het nieuw · Het geheim van de kampioentjes · De Afronaut · De erfenis van Maurice · De Kampioenen maken ambras · Oma Boma trainer · DDT doet weer mee · 20 jaar later · De Kampioenen in Pampanero · Kampioentjes verliefd · Supermarkske is weer fit · De pil van Pol · Vertongen Vampier · Fernand gaat trouwen · De verdwenen kampioenen · Xaverius De Grote · Komen vreten · Dolle Door · Hello poepa · De vinnige voetballer · Vijftig tinten paarsblauw · Dokter Jekyll en mister Vertongen · De kampioenen van de filmset · De Kampioentjes en het spookkasteel · De Kampioenen in Rio · Boma op de klippen · Op zoek naar Neroke · Supermarkske bakt ze bruin · De Corsicaanse connectie · De lotto-kampioen · DDT op het witte doek · De geniale djinn · Paniek in de Pussycat · De kampioentjes maken het bont · De malle mascotte · De pakjesoorlog · Supermarkske is weer proper · De tandartsassistente · Maurice de zwijger · Pol en Doortje gaan scheiden · Allemaal cinema! · Boma burgemeester · De nieuwe kolonel · Alles loopt in het honderd · De bucketlist van Xavier · Bibi Carmen · De kampioentjes en de kroonprins · Vrouwen aan de macht · Patatten en saucissen · De bronzen beker · Supermarkske en de 7 dwergen · De Kampioenen trappen door · De grimas van een paljas · De verjaardagstaart · Kampioenen aan het front · Boma in de val · Terug naar Splotsj · Ginette · Gespuis in huis · De knecht van tante Eulalie · De bal is rond · De strijd der titanen